# Ökenmarsvin
Ökenmarsvin (Microcavia) är ett släkte i familjen marsvin.
Släktet lever i öknen och i de torra områdena i Argentina och Bolivia. Deras vetenskapliga släktnamn, Microcavia, betyder "mini-marsvin" på grund av att de är de minsta arterna i familjen marsvin. De väger drygt 300 gram som vuxna. De är skickliga klättrare, precis som klippmarsvinen. De lever i träden, och födan utgörs av trädens blad. Deras revirområde är stort, hela 3 200 m². Ökenmarsvin är de som har det vänligaste beteendet gentemot de andra individerna inom flocken, samt mot ungdjuren.

## Arter
Arter enligt Wilson & Reeder (2005):
- Microcavia australis
- Microcavia shiptoni
- Microcavia niata